# Pont de Savoie
Pour les articles homonymes, voir Savoie.
Le pont de Savoie ou pont-route de Bellegarde est un viaduc routier qui relie Bellegarde-sur-Valserine, du lieu-dit Pertes du Rhône dans l'Ain, à Éloise, lieu-dit Barmezas en Haute-Savoie. C'est un pont en arc utilisé pour le transport routier sur la RD 1508.

## Présentation
Dans le cadre des travaux du barrage de Génissiat dès 1946, il devient nécessaire de construire sur le Rhône un pont à haut-débit. Ce pont, au même titre que le barrage, avait été entrepris dès 1941, mais les travaux cessent en raison de la Seconde Guerre mondiale. Une passerelle provisoire était créée et mise en service le 21 janvier 1942. Celle-ci resta en place jusqu'en 1949. Le Pont de Savoie est un viaduc (pont à arches) qui permet le franchissement du Rhône, ce dernier faisant frontière entre les départements de l'Ain et celui de la Haute-Savoie. D'une longueur de 120,90 m, son tablier en béton armé mesure 7 mètres de large et permet le passage de la route départementale D 1508 qui relie les communes de Bellegarde-sur-Valserine à Éloise. L'arche centrale a une portée de 80 mètres, il s'agit d'une voûte parabolique de 76,83 m d´ouverture et 26,96 m de flèche. Cet ouvrage est en béton avec parement en pierre de taille. La construction prend fin en 1948, le pont est mis en service en 1949.

## Historique du pont
Divers témoignages, font état de la présence de ce pont, au travers l'Histoire. Le premier témoignage situe le pont en l'an 1333 et conduisant de Bellegarde-sur-Valserine à Arlod. Il s'agissait du Pont aux planches. Un pont équivalent est signalé entre l'an 1720 et 1722 : il s'agit du Pont de Lucy. Ce pont est abattu par l'armée du Baron Raverat, sur ordre de Suchet, en 1815, pour stopper l'invasion Autrichienne. À la place de ce dernier, un pont de pierre est construit en 1874. Il est détruit en 1941, tandis que le pont de Lucy est détruit le 19 juin 1940, tous deux par l'Armée Française. La passerelle provisoire construite en 1942, avec l'aide de l'Armée Française, mesurait 38 mètres.

## Renseignements divers
- Le pont ne doit pas être confondu avec un autre pont privé sur le Rhône, situé à proximité, qui desservait la nouvelle usine électrique d'Éloise, de 1917-20 à 1948 (suppression)[4].
- Le pont de Savoie est surplombé par le Viaduc de Bellegarde-sur-Valserine (autoroutier).

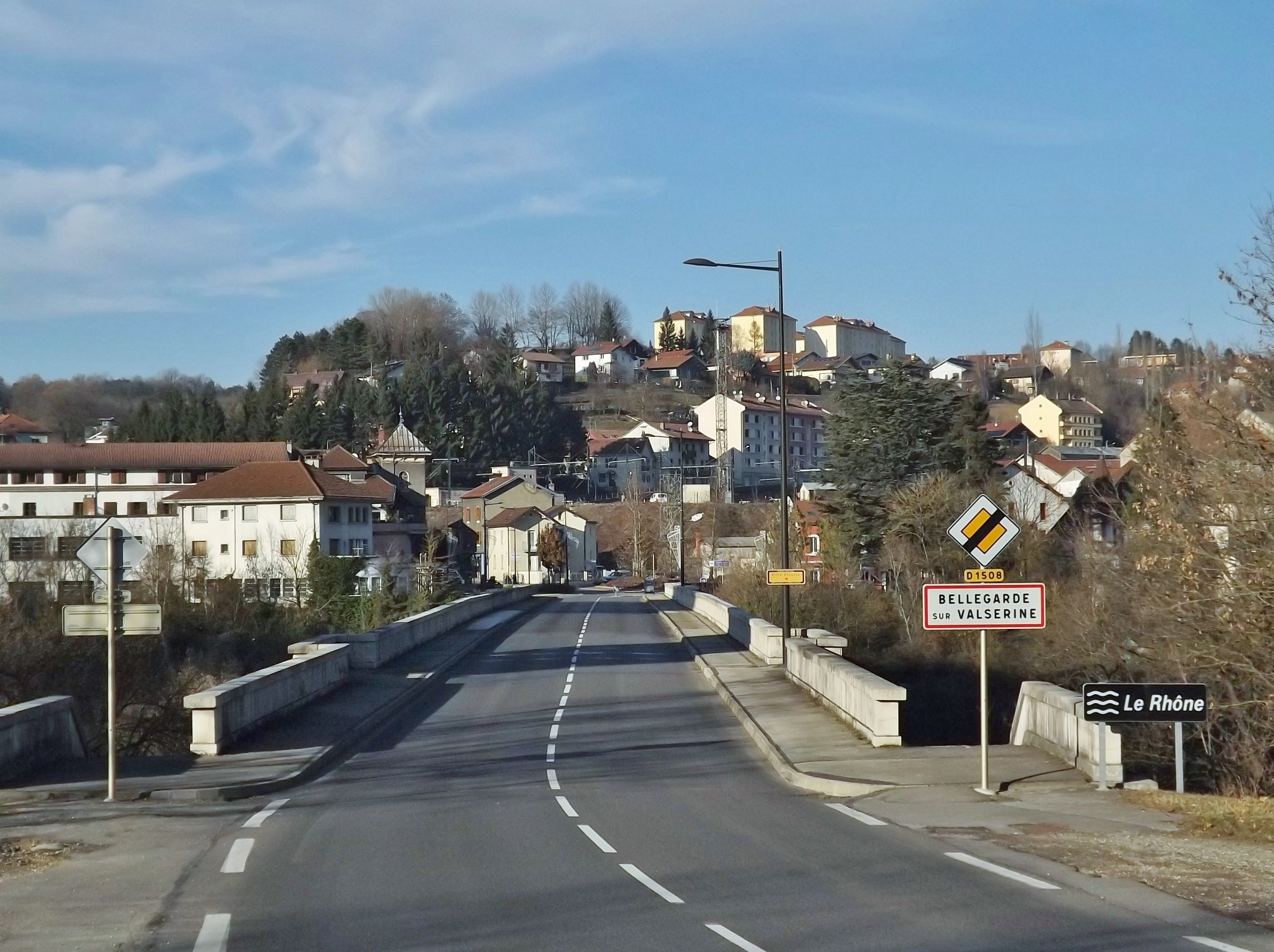
Le pont de Savoie, côté Haute-Savoie, à l'entrée de Bellegarde-sur-Valserine.